# Жанадаур (Алматинская область)
Жанадаур (каз. Жаңадәуір) — упразднённое село в Илийском районе Алматинской области Казахстана. Входило в состав Байсеркенского сельского округа. 
В 2023 году включено в состав села Жетыген и исключено из учётных данных.

## Население
В 1999 году население села составляло 1738 человек (868 мужчин и 870 женщин). По данным переписи 2009 года, в селе проживало 1599 человек (794 мужчины и 805 женщин).